# 神谷礼
神谷 礼（かみや れい、1990年6月27日 - ）は、日本の作曲家、編曲家。埼玉県出身。POPHOLIC所属。

## 略歴
中学生の時、兄の影響で家に置いてあったエレクトリック・ギターを始め、文化祭で演奏を始めたのがきっかけである。高校の頃からバンド活動をスタート。活動していたバンドが解散し本格的に作曲家を志す。その後プロの編曲家の下で曲作りを教わりながら、アイドルの曲やSEなどを制作し様々な音楽を学ぶ。基本的に日本のロック・アニソンを軸とし、ドラマ等からインスピレーションを得て音楽を創作。

## 提供作品

### アニメ
- 『ぷちます! -PETIT IDOLM@STER-』
  - キャラクターソング「Pu-Ru-Ru」（作曲）
- 『UQ HOLDER!〜魔法先生ネギま!2〜』
  - ED主題歌「Steady→GO!!」（作曲/編曲/Guitar）
- 『ラブライブ!サンシャイン!!』
  - キャラクターソング「in this unstable world」（作曲/編曲）
- 『ブレンド・S』
  - キャラクターソング「マフユ・フリル・イズム」（作曲/編曲/Guitar）
- 『NEW GAME!』
  - キャラクターソング「Piece Of Peace」（作詞/作曲/編曲/Guitar）
- 『Classroom☆Crisis』
  - キャラクターソング
    - 「恋しさと せつなさと 心強さと」（Programing/Guitar）
    - 「これが私の生きる道」（Programing/Guitar）
    - 「LOVER SOUL」（Programing/Guitar）
    - 「瞳はダイアモンド」（Programing/Guitar）
- 『ファンタシースターオンライン2』
  - キャラクターソング「Infinite potential」（作曲/編曲/Guitar）
- 『どすこい すしずもう』
  - OP主題歌「Sushi Sushi Show!」（作詞/作曲/編曲）

### アーティスト
- 小倉唯
  - 「ガーリッシュエイジ」（作曲）
- 石原夏織
  - 「ポペラ・ホリカ」（作曲）
- アフィリア・サーガ
  - 「魔法のチョコレート伝説」（作曲）
  - 「Jumping」（作曲)
- バンドじゃないもん!
  - 「水色のブルー」（作詞/作曲/編曲/Guitar）
  - 「ひ・ま・わ・り」（作詞/作曲/編曲/Guitar）
- エラバレシ
  - 「チェッカーフラッグ・ラブ」（作曲/編曲/Guitar）
- イケてるハーツ
  - 「ルミカジェーン」（作曲）
  - 「希望の地図」（作曲/編曲/Guitar）
- アイドルカレッジ
  - Making☆迷宮★HAPPY（作詞/作曲/編曲/Guitar）
- 3B junior
  - 「My Way」（編曲/Guitar）
- ときめき♡宣伝部
  - 「PaPiPoPiポップガール」（作詞/作曲/編曲）
- LinQ
  - 「失恋フォトグラフ」（作曲/編曲）
- Alom
  - 「シャイニング パワー」（編曲）
  - 「手をつなごう!」（編曲）
  - 「本気ボンバー!」（編曲）
  - 「雄叫びボーイ WAO!」（編曲）
- LoVendoЯ
  - 「シンデレラタイム♪」（作曲/編曲/Guitar）
- &6allein
  - 「UNLOCK☆START!!!」（作詞）
  - 「-LIVED-」（作詞）
  - 「A：LIVE」（作詞）
- M4!!!!
  - 「ONLY LOVE～君がくれた愛し方～」（作詞）
  - 「4 Me!!!!」（作詞）
  - 「COUNTDOWN」（作詞）
  - 「Missing」（作詞）
  - 「Ray light」（作詞）
- ×××中毒（らぶりーぽいずん）❤︎たまきちゃん
  - 「好きすぎてしんどローム」（作詞/作曲/編曲）
- ハロプロ研修生
  - 「部活終わりに新しいジャージに着替える乙女心」（編曲）
- KAT-TUN
  - 「Lily」（作詞/作曲)
- モーニング娘。'23 feat. 譜久村聖
  - 「Neverending Shine」（編曲）
- モーニング娘。'24
  - 「なんだかセンチメンタルな時の歌」（編曲）
  - 「おっちょこちょいなファンタジアロマンス」（編曲）
- MeseMoa.
  - 「愛してる体感BABY」（編曲）

### ゲーム
- 『アイ★チュウ』
  - 「W・O・N・D・E・R・L・A・N・D」（作曲/編曲）
  - 「FIX ME」(作曲)
  - 「ZOKU ZOKUさせて☆」（作曲/編曲/Guitar）
  - 「Shiny Butterfly」（作曲/編曲）
  - 「Noble Faucon Chevalier」（作曲/編曲）
  - 「Sweet♥Mid♥Nightmare」（作曲/編曲）
  - 「今宵カフェーで逢ひましょう」（作曲/編曲）
- 『バンドやろうぜ!』
  - 「Crystal Sky」（作詞）
  - 「Seek」（作詞）
- 『ラピスリライツ 〜この世界のアイドルは魔法が使える〜』
  - 「Are Many Chance!!!」（作詞/作曲/編曲）
- 『白猫プロジェクト』
  - 3周年記念イベント「ゼロ・クロニクル ～はじまりの罪～」挿入歌
    - 「Ray -はじまりのセカイ- クロニクルアレンジver.」（編曲）

  - 「パイレーツシンフォニア」挿入歌
    - 「Oratio」（作曲/編曲）

  - 5周年記念イベント「DARK RAGNAROK ～黒の後継者～」挿入歌　　　　　　　　
    - 「DARK RAGNAROK」（編曲）
    - 「SHINE」（編曲）

  - 7周年記念イベント「〜白と黒の章〜 光と闇が紡ぐ未来」挿入歌
    - 「One」（編曲）

### WEB
- NHK「ムズムズ体操 第18」（作詞/作曲/編曲）

### テレビ
- 『ハッピー!クラッピー』
  - 「Dance&Soul」（作曲/編曲/Guitar）
  - 「Keep going!ハピクラヒーローズ」（作曲/編曲/Guitar）